# Ruth McEnery Stuart

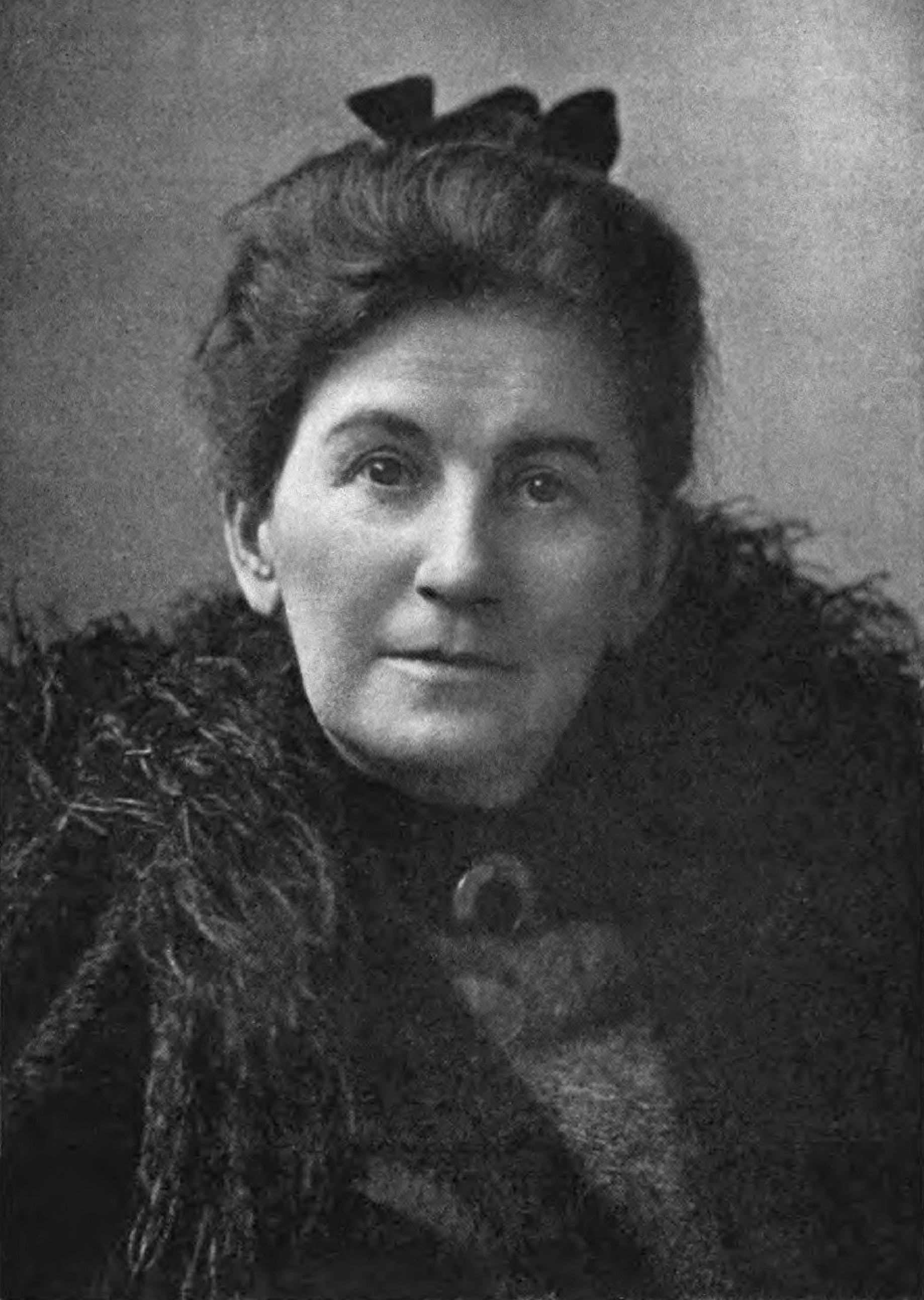
Ruth McEnery Stuart, 1902

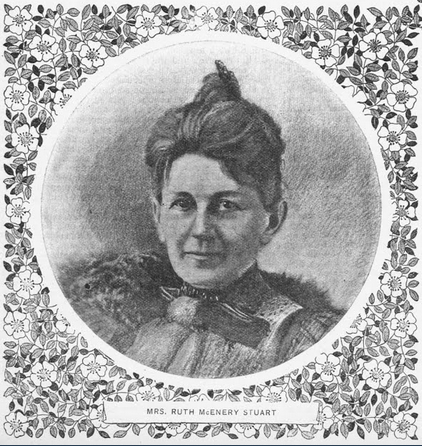
Ruth McEnery Stuart, Ladies Home Journal, 1896

Ruth McEnery Stuart, geborene Mary Routh McEnery (* 19. Februar 1852 in Marksville, Louisiana; † 6. Mai 1917 in New York), war eine US-amerikanische Schriftstellerin.

## Leben
Mary Routh McEnery wurde als Kind von James McEnery und Mary Routh McEnery (geborene Stirling). Sie änderte die Schreibweise ihres Namens in „Ruth“ als sie begann, Bücher zu veröffentlichen. Das tatsächliche Geburtsdatum ist nicht mit Sicherheit bekannt, auf ihrer Heiratsurkunde ist der 19. Februar 1852 angegeben.
McEnery wurde in eine wohlhabende und politisch einflussreiche Familie hineingeboren; ein Biograf schreibt, dass „die Rouths und die McEnerys mehr Sklaven besaßen als jede andere Familie in den Vereinigten Staaten“. Sie war die Cousine ersten Grades von John McEnery, der 1872 Kandidat in der umstrittenenen Gouverneurswahl in Louisiana war, und von Samuel D. McEnery, der von 1881 bis 1888 als Gouverneur von Louisiana und von 1897 bis 1910 als US-Senator diente. Sie war auch mit weiteren Gouverneuren von Louisiana, Isaac Johnson und Robert Wickliffe, verwandt; eine weitere Cousine war als Ehefrau von Murphy J. Foster die First Lady von Louisiana.
Als sie drei Jahre alt war, zog die Familie nach New Orleans. Nach dem Bürgerkrieg geriet sie in finanzielle Schwierigkeiten. McEnery unterrichtete daher in New Orleans als Lehrerin, bis sie am 6. August 1879 den Farmer Alfred Oden Stuart, ihren Cousin dritten Grades, heiratete und nach Arkansas zog. Alfred Oden Stuart war Witwer und hatte elf Kinder. Er starb 1883 und sie kehrte nach New Orleans zurück. Ruth und Alfred Oden Stuart hatten einen Sohn, Sterling, der 1905 bei einem Unfall tragisch starb.
Erst nach dem Tod ihres Mannes begann Stuart ernsthaft zu schreiben. Später gab sie an, dass sie ohne die Notwendigkeit, Geld zu verdienen, vielleicht nie eine ernsthafte Schriftstellerin geworden wäre. In den späten 1880er Jahren lernte Stuart Charles Dudley Warner kennen, der damals Redakteur bei Harper’s New Monthly Magazine war. Warner trug maßgeblich zu Stuarts frühem Erfolg bei, indem er ihre Kurzgeschichte "Lamentations of Jeremiah Johnson" in Harper’s und "Uncle Mingo's "Speculations'" in der New Princeton Review veröffentlichen ließ. Anfang der 1890er Jahre zog sie nach New York City. Stuart war in ihrer literarischen Karriere von 1888 bis 1917 aktiv und verfasste etwa 75 Werke. Zwischen 1891 und 1897 produzierte sie „20 Bücher, Kurzgeschichten, Skizzen und nachgedruckte Verse, die sie ursprünglich in Zeitschriften veröffentlicht hatte“. Sie war nicht nur für ihre schriftstellerische Tätigkeit bekannt, sondern auch für Lesungen ihrer Werke.  Gelegentlich war sie auch als Redakteurin bei Harper’s tätig oder schrieb Artikel für das Ladies' Home Journal, Century oder den New York Times Review of Books.
Ihr kommerziell  erfolgreichstes Werk war Sonny: A Christmas Guest oder Sonny: A Story (1896). Es schildert das frühe Leben von Sonny Jones, dem einzigen Kind eines älteren weißen Paares in einer Kleinstadt in Arkansas. Sonny ist ein widerspenstiger Junge, der das Leben seiner Eltern dominiert. Stuart hat die Geschichten ihrem eigenen Sohn gewidmet und dabei zweifellos auf ihre Erfahrungen zurückgegriffen. In dem Buch wird auch das Leben von Sonnys Vater erzählt, und zwar aus der Sicht des Hausarztes. Zwischen Komik und Reflexionen finden sich Kommentare zu den gesellschaftlichen und politischen Ereignissen des Tages.
Stuart wurde von Mark Twain und Kate Chopin gelobt und war um 1900 eine der bestbezahlten Schriftstellerinnen in den Vereinigten Staaten. Der tragische Tod ihres Sohnes, der 1905 aus einem Fenster stürzte, bereitete Stuart großen Kummer. Sie erholte sich beruflich nie wieder vollständig, obwohl sie vor ihrem Tod noch fünf weitere Bücher veröffentlichte.
Stuart wird wie Kate Chopin der „Schule des amerikanischen Lokalkolorits zugerechnet, die regionale Charakteristika in Landschaft, Lebensweise und Sprache hervorhebt.“
Die reaktionäre Sklaverei-Befürworterin Mildred Lewis Rutherford schrieb in The South in History and Literature (1906), Stuart sei als „laureate of the lowly“ bekannt. Stuart schrieb in der Tat über die Entrechteten des Südens: die Landbewohner von Arkansas, die Italo-Amerikaner von New Orleans und die Afroamerikaner. Stuarts Behandlung von Schwarzen macht einen bedeutenden Teil ihres Werks aus, und auch wenn sie heute potenziell problematisch ist, weil sie an rassischen Stereotypen festhielt, wurde sie von zeitgenössischen Kritikern als „authentische Darstellung von Afroamerikanern“ wahrgenommen. Sie führte aber dazu, dass ihre Popularität bei Lesern und Kritikern nach ihrem Tod schnell abnahm.
Stuarts Arbeit wurde auch in England geschätzt. Dort wurde sie 1904 Mitglied des Lyceum Club. Im Jahr 1915 wurde ihr von der Tulane University der Ehrendoktortitel verliehen. Ebenfalls 1915 wurde ein Literaturclub, der Ruth McEnery Stuart Clan, gegründet und ihr zu Ehren benannt.
Stuart starb 1917 in New York und wurde in New Orleans auf dem Metairie Cemetery beigesetzt.

## Schriften (Auswahl)
- Jessekiah Brown's Courtship (1892) (Kurzgeschichte im Harper’s Monthly Magazine)[8]
- A Golden Wedding and Other Tales (1893) (Kurzgeschichtensammlung)
- The Story of Babette (1894)
- Carlotta's Intended and Other Tales (1894)
- Sonny: A Christmas Guest (1896)
- Solomon Crowe's Christmas Pockets and Other Tales (1896)
- Gobolinks; or Shadow Pictures for Young and Old, zusammen mit Albert Bigelow Paine (1896)[9]
- The Snow-Cap Sisters; a Farce (1897)
- In Simpkinsville; Character Tales (1897)
- Moriah's Mourning and other half-hour sketches (1898)
- The Second Wooing of Salina Sue and Other Stories (1898)
- Holly and Pizen, and other stories (1899)
- Napoleon Jackson, the Gentleman of the Plush Rocker (1902)
- George Washington Jones, a Christmas gift that went a-begging (1903)
- The River's Children: an Idyll of the Mississippi (1904)
- Aunt Amity's Silver Wedding, and Other Stories (1909)
- Sonny's Father (1910) (Fortsetzung von Sonny)
- The Unlived Live of Little Mary Ellen (1910)
- The haunted photograph, whence and whither, a case in diplomacy, the afterglow (1911)
- Daddy Do-Funny's Wisdom Jingles (1913)
- The Cocoon; a Rest-Cure Comedy (1915)
- Plantation Songs and Other Verse (1916)